# Teddy Lassen
Teddy Lassen (født 20. oktober 1942 i København, død 17. februar 2020) var en dansk bokser i letvægt. 
Teddy Lassen debuterede som professionel den 4. oktober 1962 med en knockoutsejr over franskmanden Michel Lutquen i dennes eneste professionelle kamp. Lassen besejrede den 5. december 1963 landsmanden Sander Bonde, hvorefter han blev matchet mod den tidligere finske VM-udfordrer Olli Maeki. Maeki var for stor en mundfuld for Teddy Lassen, der led sit første nederlag, da han tabte på point efter 8 omgange.
Lassen boksede herefter en række kampe mod boksere, der udmærkede sig ved at have flere nederlag end sejre. Dette mønster ændrede sig, da Teddy Lassen i 1965 mødte den ubesejrede tysker Lothar Abend i Oldenburg i Tyskland. Lothar Abend vandt på point efter 8 omgange og vandt efterfølgende europamesterskabet i letweltervægt. 
I karrierens sidste kamp den 11. marts 1966 i Wien blev Teddy Lassen stoppet i 6. omgang af endnu en fremtidig europamester, Johann Orsolics.
Teddy Lassen opnåede 19 kampe som professionel, hvoraf 13 blev vundet (6 før tid) og 6 tabt (3 før tid).